# Ardisia brunnescens
Ardisia brunnescens är en viveväxtart som beskrevs av Egbert Hamilton Walker. Ardisia brunnescens ingår i släktet Ardisia och familjen viveväxter. Inga underarter finns listade i Catalogue of Life.